# Apúlia e Fão
Apúlia e Fão est une paroisse civile portugaise (en portugais : freguesia) de la municipalité d'Esposende dans le district de Braga. Elle est créée en 2013, par fusion des paroisses d'Apúlia et Fão.

## Géographie
Apúlia e Fão est située sur la côte Atlantique. La paroisse se trouve au sud du Cávado, fleuve qui la sépare du centre d'Esposende.
Le parc naturel du Littoral Nord (en portugais : Parque Natural do Litoral Norte) se trouve en partie sur le territoire de la paroisse. Il s'étend sur 16 km, de l'estuaire du Neiva à Apúlia, et comprend les dunes les mieux préservées du Portugal ainsi que des récifs et des estuaires aux habitats à protéger. On y trouve également le lac d'Apúlia (Lagoa da Apúlia), unique vestige d'une ancienne lagune de l'Holocène.

## Histoire
La paroisse est créée par la loi no 11-A/2013 du 28 janvier 2013 portant réorganisation administrative du territoire des freguesias, en fusionnant les paroisses d'Apúlia et Fão. Son nom officiel est União das Freguesias de Apúlia e Fão et son siège est fixé à Apúlia.

## Démographie
Lors du recensement de 2021, Apúlia e Fão compte 7 847 habitants. Il s'agit de la deuxième paroisse la plus peuplée de la municipalité, après Esposende, Marinhas e Gandra (12 262 habitants).